# 眷村文學
眷村文學是臺灣文學中的主要流派之一，也是代表中華民國政府遷台後，隨著政府遷來的「老唐山」（即俗稱的外省人、外省仔）中的文學家所編著的有關眷村大小事之文學。嚴格來說眷村文學不全然僅是軍眷或其後代所記所思，曾經搬遷到眷村居住的閩客族群所留下來文字、文章也是「眷村文學」的一部分。

通常，是由外省第二代作家將眷村經驗寫成文學作品（有別於大陸出生的第一代外省作家以逃難、懷鄉、反共做為創作來源，形成懷鄉文學），對於外省第二代與眷村居住的閩客族群作家，眷村更是切身的故鄉與鄉土。

外省第二代開始寫作，已經是長成後的1970年代了，眷村題材文學作品也是1970年代才真正出現，至1980年代才真逐漸形成一脈。朱天心〈想我眷村的兄弟們〉的結尾歷數「眷村人」名單，明星、政治人物、耳熟能詳的作家，他們成長環境特殊，散居在城市的各個角落，彼此卻有著靈敏的嗅覺可以辨認同類：「噢，原來你在這裡......。」

## 涵蓋內容
眷村文學所記述的文章對象，從老兵、榮民、榮眷、軍人、農民到與其互動的閩客族群都有記載，範圍大致是環繞有關在眷村中和周遭發生的大小事都有。只要是有關眷村的，大都會被這些作者紀錄，進而集結成文章後編次造冊。這些文章可以是詩作、小品文、論文、短篇小說、散文、札記到長篇小說、回憶錄都有，交由出版社付梓成帶有作者風格的作品集。
眷村文學雖然都以眷村為主題，或者同樣替人物安置眷村背景，他們傳達的意涵不盡相同，在同一個作家身上，年輕時和中年以後書寫眷村，也會有所改變。有的時候，眷村是大觀園，兄弟姊妹，相親相愛，天真爛漫，有時候是理想國，寄託著過往一切美好，有時候卻是一滯悶的所在，隱藏著無數裂痕，令人亟欲逃離。
白先勇回憶1960年代學院文藝刊物《現代文學》創刊成員時,曾寫道:「......我們雖然背景各異，但卻有一個重要的共同點，我們都是戰後長成的一代，面臨著一個大亂之後曙光未明充滿了變數的新世界。外省子弟的困境在於：大陸上的歷史功過，我們不負任何責任，因為我們都尚在童年，而大陸失敗的悲劇後果，我們卻必須與我們的父兄輩共同擔當。事實上我們父兄輩在大陸建立的那個舊世界早已瓦解崩潰了，我們跟那個早已消失只存在記憶與傳說中的舊世界已經無法認同。」 這裡呈現的「世代差異」既是六十年代「現代主義」文學的核心，也是後來外省族群凝聚「眷村文學」創作的重要根源。

## 代表人物
- 朱西甯、朱天文、朱天心、朱天衣
- 張大春
- 蘇偉貞
- 袁瓊瓊
- 苦苓
- 孫瑋芒
- 愛亞
- 蕭颯
- 張啟疆
- 瘂弦
- 張默
- 洛夫
- 大荒
- 周夢蝶
- 馮翊綱

## 代表作品

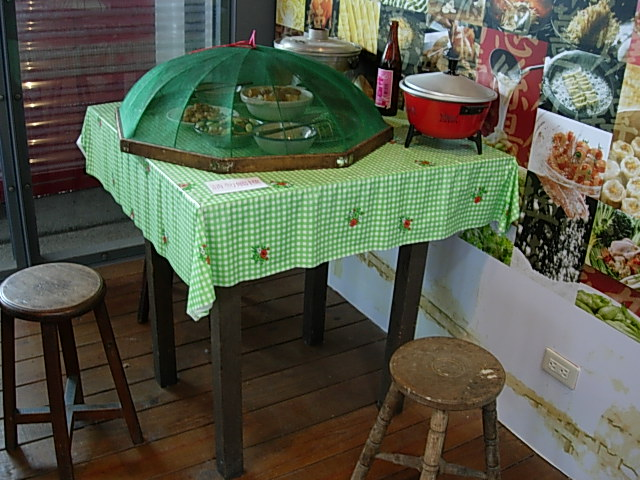
四四南村中展出的眷村餐桌

### 文學
- 1971年，白先勇的短篇小說集《臺北人》
- 1978年，孫瑋芒的散文《回首故園──眷村生活素描》於2月21日至2月22日刊登在《聯合報‧聯合副刊》，「眷村」一詞在文學界受到矚目。
- 1981年，朱天心以眷村為故事舞台的小說《未了》獲得聯合報中篇小說獎。
- 1987年，希代公司出版《我從眷村來》，為首部收集各家書寫眷村的散文文集。
- 1990年，蘇偉貞的長篇小說《離開同方》，以虛構的眷村「同方新村」為主要場景，寫眷村兩代的故事。
- 1992年，朱天心《想我眷村的兄弟們》
- 1995年，孫瑋芒的長篇小說《卡門在台灣》，敘述從軍退伍的眷村子弟炒股、婚外戀、殺人的故事。
- 1997年，張啟彊的短篇小說集《消失的□□──張啟疆的眷村小說》，寫眷村形形色色人物。
- 2001年，袁瓊瓊的長篇小說《今生緣》，以眷村一對平凡夫妻的情與愛貫穿全書。
- 2004年，蘇偉貞編選《台灣眷村小說選》，致力打造眷村小說史。

### 影視
- 1983年，電影《小畢的故事》，導演陳坤厚。
- 1983年，電影《搭錯車》造成轟動，其中歌曲「一樣的月光」、「酒干倘賣無」、「請跟我來」也成為經典歌曲，導演虞戡平。
- 1984年，電影《老莫的第二春天》，導演李祐寧，獲得當年金馬獎最佳影片。
- 1985年，電影《竹籬笆外的春天》，導演李祐寧。
- 1987年，電影《黑皮與白牙》，導演楊立國
- 1988年，電影《菜刀與六個朋友》，導演周騰
- 1988年，電影《風雨操場》，導演金鰲勳。為當年的賣座國片冠軍，因此往後又以幾乎固定的演員班底推出「寒假有夠長」與「又見操場」等兩部電影。
- 1989年，電影《寒假有夠長》，導演張蜀生。
- 1989年，電影《香蕉天堂》，導演王童。台灣三部曲之二部曲，演員張世獲得當年金馬獎最佳男配角獎。
- 1990年，電影《又見操場》，導演金鰲勳。
- 1991年，電影《牯嶺街少年殺人事件》，導演楊德昌，內容使用許多的眷村黑話。
- 1996年，電影紀錄片《陳才根的鄰居們》，導演吳乙峰。
- 2000年，電影《黑暗之光》，導演張作驥。
- 2002年，電影《美麗時光》，導演張作驥。
- 2005年，公視電視劇集《再見，忠貞二村》，導演梁修身，獲得當年金鐘獎。
- 2006年，電視紀錄片《想我眷村的媽媽們》、公視單元劇《蟹足》，導演王偉忠。
- 2008年，電影《蝴蝶》、《爸，你好嗎？》，導演張作驥。
- 2008年，中視連續劇《光陰的故事》，導演王偉忠。
- 「榮光眷影」紀錄片影展，所有導演都是第一次拿起攝影機，從拍攝自己的外省父母，然後回歸到找尋自己。
- 2011年，電影《燃燒吧！歐吉桑》，導演黃建亮。
- 2011年，電影《麵引子》。
- 2013年，電影《逗陣ㄟ》，導演盧金城。
- 2013年，電影《親愛的奶奶》，導演瞿友寧。
- 2014年，電視劇《原鄉》，總導演張國立(大陸)、導演羅長安(台灣)。
- 2015年，公視電視劇集《一把青》。
- 2015年，電影《風中家族》導演王童。
- 2017年，中視電視劇集《這些年那些事》。

### 舞台劇
- 1985年，表演工作坊《那一夜，我們說相聲》，賴聲川、金士傑及李立群共同創作。
- 1989年，《這一夜，誰來說相聲》、《回頭是彼岸》，表演工作坊。
- 1999年，屏風表演班改編張大春的《我妹妹》，導演李國修。
- 1999年-2008年，相聲瓦舍《影劇六村》系列：〈誰唬嚨我？〉-〈戰國廁前傳〉，馮翊綱、宋少卿創作。
- 2008年，表演工作坊《寶島一村》，賴聲川、王偉忠共同創作。
- 2012年，全民大劇團《短波》，王偉忠、田浩江共同創作。

## 資料來源
1. 1 2  楊, 佳嫻. . 台南: 台灣文學館. 2012: 10.
2. ↑  朱, 天心. . 台北: 麥田. 1992: 82.
3. ↑  白, 先勇. . 台北: 現文. 1991: 9–10.